# Rhabdophis adleri
Rhabdophis adleri là một loài rắn trong họ Rắn nước. Loài này được Zhao miêu tả khoa học đầu tiên năm 1997.